# O Tao do Jeet Kune Do
O Tao do Jeet Kune Do é o livro que expressa o ponto de vista e a filosofia de Bruce Lee (1940-1973). O livro foi escrito por ele, mas foi publicado após sua morte.  E foi feita uma compilação por várias pessoas, baseada nas anotações deixadas por Lee, em sua maioria quando hospitalizado. O projeto para esse livro começou em 1970 quando Bruce estava impedido de praticar artes marciais devido a um problema nas costas causado, segundo ele próprio, pelo excesso de peso e falta de aquecimento ao executar um exercício (de nome "bom dia") com barra e anilhas. Sua recuperação levaria 6 meses, em que Lee deveria passar deitado de bruços. Foi uma época muito difícil para Bruce, que era uma pessoa hiperativa.
Foi durante esse período que Bruce decidiu reunir todo seu aprendizado e técnica de artes marciais, que ele chamou de Jeet Kune Do. A junção dessas anotações seria chamada de "núcleo de anotações". Muitas delas foram ditadas por Bruce e escritas por sua esposa. Lee também possuía várias anotações sobre filosofia de combate, que pretendia utilizar em seu livro. Muitas dessas notas, dizia Bruce, eram "inspirações espontâneas" por serem incompletas e desordenadas. A combinação do "núcleo de anotações" com elas se tornaria conhecida como "O Tao do Jeet Kune Do".
Bruce pretendia terminar seu livro em 1971. Entretanto, sua carreira nos cinemas e seu trabalho o impediram de terminá-lo. Ele também passou a se sentir inseguro quanto à publicação de seu livro, temendo que seu trabalho pudesse ser utilizado para fins negativos. A intenção de Lee no livro era a de demonstrar sua filosofia e maneira de ver as artes marciais e não um guia ou um manual do tipo "como aprender artes marciais em N passos".
Em 1975, após seu falecimento, sua viúva Linda Lee Cadwell decidiu disponibilizar as informações adquiridas por seu marido em vida. A perspectiva que havia levado Bruce a vacilar quanto à sua publicação havia desaparecido; o livro seria uma espécie de homenagem a ele. O "núcleo de anotações" e as várias notas foram organizadas por vários editores. O principal, Gilbert L. Johnson, foi ajudado por Linda Lee, Dan Inosanto e outros alunos de Bruce Lee a entender o Jeet Kune Do, pelo menos o suficiente para a coerência da organização da edição.
O livro é dedicado à liberdade e criatividade nas artes marciais. Linda Lee Cadwell possui os direitos do livro.